# Превосходительство

Телеграмма Хрущёва — Кеннеди, в которой тот именует визави Превосходительством (Excellency)

(Ва́ше, Его́, Их и т. д.) Превосходи́тельство (калька лат. excellentia) — почётный титул и обращение к аристократам или лицам исключительно высокого положения.
Титул «Превосходительство» носили до XIV века короли франков, лангобардов и германские императоры. Лишь в начале XVII века данное обращение утвердилось за высшими гражданскими должностными лицами — министрами, послами, тайными советниками и т. д.
В Российской империи согласно Табели о рангах звания III—IV классов предусматривали обращение «Ваше Превосходительство», а звания I—II классов — «Ваше Высокопревосходительство».
Согласно современному дипломатическому протоколу, титул «Превосходительство» применяется к носителям следующих должностей и званий:
- главы иностранных государств (за исключением монархов)
- главы иностранных правительств
- члены правительств иностранных государств в ранге министра
- послы зарубежных государств в принимающей стране
- апостольский нунций Ватикана
- евангелические епископы (кроме Германии)
- католические епископы, архиепископы, а также носители равных по значению почётных титулов, за исключением кардиналов, имеющих право на титул Высокопреосвященство (пример: «его превосходительство достойнейший господин епископ…»)
- православные титулярные епископы и католические викариатные епископы.

При обращении к председателям парламентов согласно дипломатическому протоколу титулование «Ваше Превосходительство» не применяется, поскольку они не участвуют в дипломатических отношениях.
Также титул «Превосходительство» применяется к губернатору при обращении к нему юридического лица или представителя военной организации в письменном виде (возможно употребление и в устной форме в зависимости от региона).